# Івонн Фаррелл
Івонн Фаррелл — ірландська архітекторка, одна із засновниць студії «Grafton Architects».

## Нагороди та визнання
Всі нагороди спільно з Шеллі Макнамарою.
- 2008: Премія "Всесвітня будівля року", Grafton Architects  за будівлю університету Бокконі в Мілані, Італія.[4][5]
- 2012: "Архітектура як нова географія", нагорода "Срібний лев" на виставці Венеційської бієнале, спільна земля,[6]
- 2013: Медична школа Університету Лімерика та автостанція у Перголі, що потрапила до шорт-листа премії Стірлінга RIBA,[7]
- "Університет Лімерика", виставлена на виставці Sensing Spaces у Королівській академії[8]
- Шорт-лист премії AJ Women in Architecture 2014 року, 2014 р[9]
- Grafton Architects виграли четверту щорічну премію Джейн Дрю, 2015 р., за їх "масовий вплив" на професію.[10]
- Міжнародна премія RIBA, 2016, для Університету Інгенієрії та Технології, Ліма, Перу[11]
- 2018: Кураторка 16-ї Венеційської бієнале архітектури[12]
- 2019: Почесний доктор Триніті-коледжу, Дублін[13]
- 2020: Лауреатка премії Архітектури Прітцкера, спільно з Фаррелл.[14]